# Aldo Pondrano
Aldo Pondrano (Vercelli, 11 dicembre 1912 – Vercelli, 20 aprile 1993) è stato un calciatore italiano, di ruolo difensore.

## Carriera

### Calciatore
Comincia la sua carriera nella Pro Vercelli dove tra il 1933 al 1938 gioca 80 partite in Serie A e Serie B in quattro stagioni, tranne che nel 1934-1935 dove milita nel Fascio Sportivo Savoia di Torre Annunziata
Nel 1938 passa la Venezia dove nella stagione 1940-1941 conquista la Coppa Italia.
Al termine dell'annata 1941-1942 viene ceduto al Padova, dove rimarrà per un solo campionato.
Nel 1944 gioca con la maglia del Novara il Campionato Alta Italia.
Finita la guerra torna alla Pro Vercelli, dove dopo due stagioni nel 1947 chiude la carriera.
Muore d'infarto nel 1993, a 80 anni.

### Allenatore
Nel 1963 è stato il secondo di Valeriano Ottino alla Pro Vercelli.

## Palmarès
- Coppa Italia: 1

Venezia: 1940-1941